# Joseph Zeidler
Joseph Zeidler ou Józef Zeidler (né en 1744 – mort le 4 avril 1806 à Gostyń) est un compositeur polonais.
Les informations sur sa vie sont rares. Autour de 1775, il est venu à Gostyń, où il était un membre de la musique du monastère près de Gostyń. Il est possible qu'il ait été autodidacte, et qu'il a acquis ses connaissances musicales dans la vaste bibliothèque du monastère, mais il est possible qu'il ait été précédemment formé par des maîtres contemporains. Il a été enterré dans le cimetière du monastère.
Pendant 200 années, la musique de Zeidler a été complètement oubliée. Ce n'est seulement qu'en 2006, pour le 200e anniversaire de la mort du compositeur, que sa musique a été jouée pour la première fois lors du Festival de Musique « Musica Sacromontana ». Cette musique a suscité l'intérêt des critiques et du public. Il s'est avéré que sont conservées dans la bibliothèque monastique des partitions de Zeidler.
Il a composé sept messes, onze litanies, cinq vêpres, six motets, un Requiem, un Stabat Mater et d'autres œuvres sacrées.